# Griechische Badmintonmeisterschaft 2019
Die Griechische Badmintonmeisterschaft 2019 fand vom 6. bis zum 7. April 2019 in Ioannina statt. 

## Medaillengewinner
| Disziplin    | Gold                               | Silber                                    | Bronze                                  |
| ------------ | ---------------------------------- | ----------------------------------------- | --------------------------------------- |
| Herreneinzel | Panagiotis Skarlatos               | Stamatis Tsigirdakis                      | Paschalis Melikidis                     |
| Herreneinzel | Panagiotis Skarlatos               | Stamatis Tsigirdakis                      | Angelos Kyriakopoulos                   |
| Dameneinzel  | Irini Tenta                        | Alexandra Apostolopoulou                  | Maria Sotiroglou                        |
| Dameneinzel  | Irini Tenta                        | Alexandra Apostolopoulou                  | Eugenia Vangelis                        |
| Herrendoppel | Petros Tentas Stamatis Tsigirdakis | Athanasios Geranis Marios Michael Boulios | Vasileios Orlis Dimitris Orlis          |
| Herrendoppel | Petros Tentas Stamatis Tsigirdakis | Athanasios Geranis Marios Michael Boulios | Angelos Kyriakopoulos Ioannis Skiadas   |
| Damendoppel  | Irini Gougleri Irini Tenta         | Christina Vasilopoulou Eleni Melikidou    | Ioanna Karetsa Margarita Tzika          |
| Damendoppel  | Irini Gougleri Irini Tenta         | Christina Vasilopoulou Eleni Melikidou    | Fotini Kalitsounaki Georgia Tallarou    |
| Mixed        | Petros Tentas Irini Gougleri       | Paschalis Melikidis Eleni Melikidou       | Vasileios Orlis Margarita Tzika         |
| Mixed        | Petros Tentas Irini Gougleri       | Paschalis Melikidis Eleni Melikidou       | Vasileios Vasilopoulos Eugenia Vangelis |